# جامعة جون قرنق التذكارية
جامعة د. جون قرنق التذكارية هي جامعة عامة جنوب سودانية تقع في مدينة بور عاصمة ولاية جونقلي.
سميت على رئيس حكومة جنوب السودان الراحل جون قرنق.
تأسست عام 2006 بأمر من رئيس جمهورية السودان عمر البشير باسم «معهد جون قرنق للعلوم والتكنولوجيا» قبل أن يتم ترفيعها إلى جامعة عام 2010 من قبل وزارة التعليم العالي والبحث العلمي السودانية.

## وصلات خارجية
- الموقع الرسمي للجامعة